# Psychrogeton chionophilus
Psychrogeton chionophilus là một loài thực vật có hoa trong họ Cúc. Loài này được (Boiss.) Krasch. miêu tả khoa học đầu tiên năm 1937.